# زیه دیاباته
زیه دیاباته (فرانسوی: Zié Diabaté‎؛ زادهٔ ۲ مارس ۱۹۸۹) بازیکن فوتبال اهل ساحل عاج است.
از باشگاه‌هایی که در آن بازی کرده‌است می‌توان به باشگاه فوتبال دینامو بخارست، باشگاه فوتبال استاندارد لیژ، باشگاه فوتبال دیژون، باشگاه فوتبال خنت و باشگاه فوتبال آژاکسیو اشاره کرد.